# Tan Sum (huyện)
Tan Sum (tiếng Thái: ตาลสุม) là một huyện (amphoe) ở miền trung của tỉnh Ubon Ratchathani, đông bắc Thái Lan.

## Lịch sử
Tiểu huyện (king amphoe) Tan Sum đã được lập ngày 18 tháng 9 năm 1978, khi ba tambon  Tan Sum, Samrong and Chik Thoeng được tách ra từ Phibun Mangsahan. Đơn vị này đã được nâng cấp thành huyện ngày 1 tháng 1 năm 1988.

## Địa lý
Các huyện giáp ranh (từ phía đông theo chiều kim đồng hồ) là: Si Mueang Mai,  Phibun Mangsahan, Sawang Wirawong, Don Mot Daeng và Trakan Phuet Phon của tỉnh Ubon Ratchathani.
Nguồn nước quan trọng ở đây là sông Mun và sông Se Bok.

## Hành chính
Huyện này được chia thành 6 phó huyện (tambon), các đơn vị này lại được chia ra thành 59 làng (muban). Tan Sum là một thị trấn (thesaban tambon) nằm trên một phần của tambon Tan Sum. Có 6 Tổ chức hành chính tambon.
| STT. | Tên         | Tên Thái | Số làng | Dân số |  |
| ---- | ----------- | -------- | ------- | ------ |  |
| 1.   | Tan Sum     | ตาลสุม    | 15      | 8.508  |  |
| 2.   | Samrong     | สำโรง    | 8       | 3.778  |  |
| 3.   | Chik Thoeng | จิกเทิง    | 9       | 5.175  |  |
| 4.   | Nong Kung   | หนองกุง   | 8       | 3.974  |  |
| 5.   | Na Khai     | นาคาย    | 13      | 6.045  |  |
| 6.   | Kham Wa     | คำหว้า    | 6       | 3.684  |  |